# 石井勝男
石井 勝男（いしい かつお、1972年1月20日 - ）は、船橋競馬場所属の調教師、元騎手。東京都江戸川区出身。

## 騎手引退まで
父親が馬主で函館喜弘厩舎に預託していて幼稚園時代より競馬場に行っていた。小学校時代には体も小さかったことから函館からも騎手になるよういわれており、本人も動物好きでもあったことから騎手を志す。中学時代には函館の紹介で中山競馬場の乗馬クラブに通ったほか、休みには函館厩舎で手伝いなどをしていた。中学卒業とともに地方競馬教養センターに入る。
初騎乗は1989年4月19日の船橋競馬第3競走（フミノアスター）、初勝利は同日の第10競走（ミヤマビクトリー）。NARグランプリ優秀新人騎手賞を獲得した。調教師転身のため2006年5月31日に騎手を引退した。地方競馬通算5286戦584勝（重賞5勝）。中央競馬通算16戦0勝。

### 主な騎乗馬
- ワイルドトルーン（戸塚記念、ゴールドカップ）
- ノムラテンカムテキ（しらさぎ賞）
- レインボーアカサカ（テレビ埼玉杯）
- レインボーリバティ（ゴールドカップ）

## 調教師時代
2006年6月1日付けで調教師となる。翌年4月1日厩舎開業。調教師としての初出走は2007年4月3日の船橋競馬第2競走（マロウティー、6着）、初勝利は2007年7月25日の船橋競馬第1競走（ヴィクトリーポーズ）。
重賞初勝利は2008年5月11日水沢競馬・シアンモア記念（ノムラリューオー）。
2011年9月22日船橋競馬第5競走を管理馬シンボリボーデで勝利し、地方競馬通算100勝を達成した。
厩舎には桑島孝春が騎手時代末期に所属していた。

### 主な管理馬
- ノムラリューオー（2008年シアンモア記念）
- メイドイットマム（2022年東京2歳優駿牝馬、2023年桜花賞【浦和】、ロジータ記念）[6]